# Ponte-diga di Melide

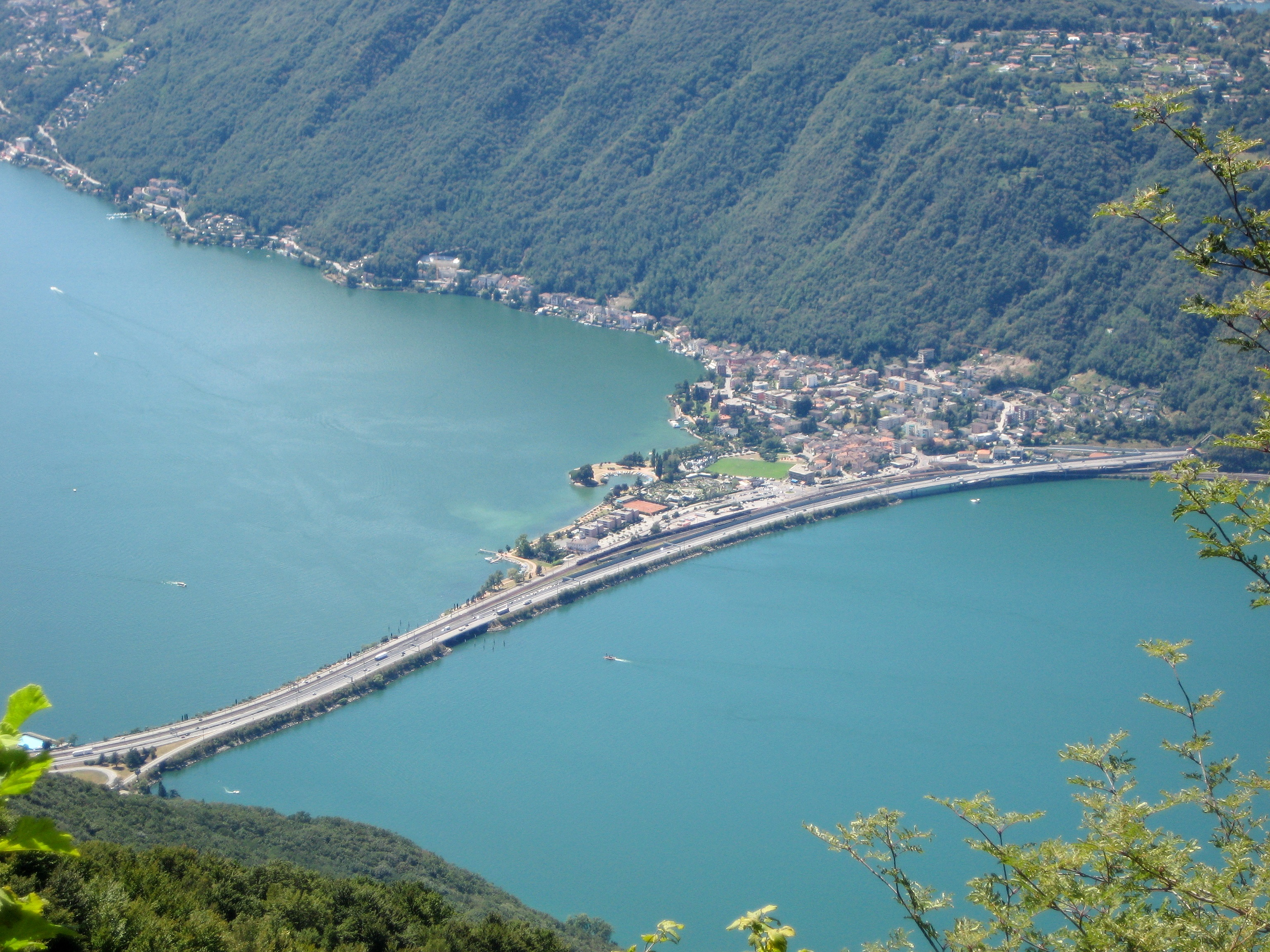

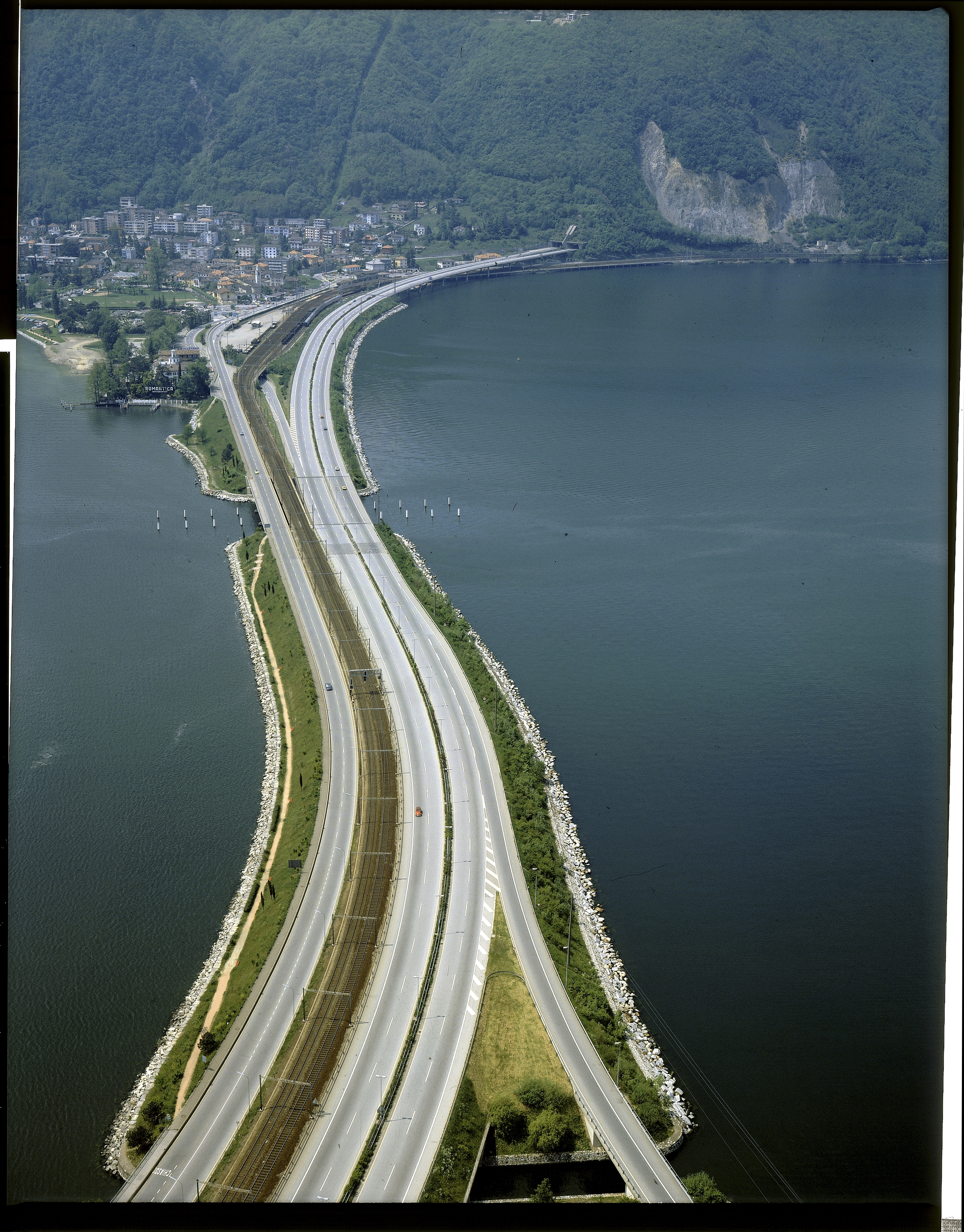

De ponte-diga di Melide is een Zwitserse dijk in het meer van Lugano, gelegen in het kanton Ticino die de gemeenten Melide (in het westen) en Bissone (in het oosten) verbindt. De dijk vormt de enige binnenlandse landverbinding tussen het zuidelijke deel van Ticino, rond Mendrisio en Chiasso, en de rest van Zwitserland.
Tegenwoordig loopt over de dijk de Gotthardspoorlijn, de A2-snelweg en een plaatselijke hoofdweg. Een brug in de dam maakt waterdoorstroming en vaartuignavigatie tussen de twee helften van het meer van Lugano mogelijk. De dijkweg maakt gebruik van een ondergedompelde gletsjermorene, die zich over het meer uitstrekt en de diepte ter plaatse vermindert tot ongeveer 10 meter, in tegenstelling tot de maximale diepte van het meer van 288 meter.
De verhoogde weg werd ontworpen door Pasquale Lucchini, een autodidactische Ticinese civiel ingenieur, die ervoor zorgde dat grote hoeveelheden rots bovenop de morene werden gestort om de dam te creëren. De dijkweg werd gebouwd tussen 1841 en 1847 en opengesteld voor wegverkeer in 1848. De spoorlijn werd in 1872 over de dam aangelegd en in 1980 werd de snelweg aangelegd. Dagelijks gebruiken gemiddeld circa tachtigduizend voertuigen de dijk.
Direct naast de dijk ligt Swissminiatur, het in 1959 in Melide geopende miniatuurpark.